# چنچنیگه آگوردینو
چنچنیگه آگوردینو (به ایتالیایی: Cencenighe Agordino) یک کومونه در ایتالیا است که در استان بلونو واقع شده‌است.

## خصوصیات
چنچنیگه آگوردینو ۱۸٫۰ کیلومترمربع مساحت و ۱٬۴۷۰ نفر جمعیت دارد.

## خواهرخوانده
شهر Massaranduba, Santa Catarina خواهرخواندهٔ چنچنیگه آگوردینو هست.